# André Eglevskij
André Eglevskij (in russo  Андрей Эглевский?, Andrej Ėglevskij; Mosca, 21 dicembre 1917 – New York, 4 dicembre 1977) è stato un ballerino russo naturalizzato statunitense.

## Biografia
André Eglevskij nacque a Mosca ma, vista l'instabilità politica causata dalla guerra civile russa, emigrò con la madre in Francia a poche settimane di vita. Molti grandi ballerini e maestri di balletto russi erano fuggito in Francia ed Eglevskij cominciò a studiare danza a Nizza come allievo di Maria Nevelskaya, Matil'da Feliksovna Kšesinskaja, Ljubov' Nikolaevna Egorova, Julija Nikolaevna Sedova e Ol'ga Preobraženskaja. Successivamente continuò a perfezionarsi a Parigi con Leon Woizikovsky e a Londra con Nikolaj Legat.
Verso la fine degli anni 1930 sposò la ballerina Leda Anchutina, con cui ebbe tre figli: André Jr., Paul e Marina Eglevsky, prima ballerina del Royal Winnipeg Ballet e del Balletto di Amburgo. Morì nel 1977 all'età di 59 anni a causa di un arresto cardiaco.

## Carriera
All'età di quattordici anni si unì ai Ballets Russes de Monte-Carlo e nell'arco di sei mesi si affermò come uno dei ballerini principali della compagnia, danzando in ruoli da protagonista ne Il lago dei cigni, Les Sylphides e Les Présages. Nel 1935 fu promosso insieme a Igor Youskevitch al rango di Premier Danseur della compagnia, che lasciò l'anno seguente per unirsi ai Ballet Russe de Monte Carlo di René Blum. Nel 1937 si trasferì a New York, dove danzò per una stagione come primo ballerino nell'American Ballet di George Balanchine; in questo periodò recitò a Broadway nel musical Great Lady e danzò al Radio City Music Hall. Dopo aver ottenuto la cittadinanza statunitense, nel 1939 tornò a danzare con il Ballet Russe de Monte Carlo, con cui rimase per i tre anni successivi. Tra il 1942 e il 1946 tornò a danzare con l'American Ballet, prendendosi una breve pausa per danzare come étoile ospite con la compagnia di Léonide Massine tra il 1944 e il 1945.
Nel 1946 danzò con l'Original Ballet Russe, mentre nel 1947 fu ballerino principale del Grand Ballet du Marquis de Cuevas. Apprezzato interprete di ruoli classici come Albrecht in Giselle, Eglevskij danzò anche in occasione delle prime di diversi balletti, tra cui Helen of Troy di David Lichine e il Mad Tristan di Massine. Molto acclamato per le sue piruette e cabriole, fu inoltre molto apprezzato per le sue doti da partner, venendo richiesto da prime ballerine del calibro di Maria Tallchief e Rosella Hightower. Tra il 1951 e il 1958 fu primo ballerino del New York City Ballet, con cui calcò le scene in occasione delle prime assolute di diversi balletti di Balanchine, tra cui Capriccio brillante, scritto appositamente per lui. Nel 1952 face l'ultima delle sue rare apparizioni cinematografiche nel film Luci della ribalta di Charlie Chaplin, danzando un pezzo coreografato da lui insieme a Chaplin. Dopo il ritiro dalle scene nel 1958 fondò una scuola di danza con la moglie a Massapequa e una propria compagnia, l'Eglevsky Ballet Company; in questi anni sperimentò anche con la coreografia, firmando allestimenti originali di Cenerentola, Lo schiaccianoci e Coppélia. Nei suoi ultimi anni insegnò anche alla School of American Ballet e lavorò come répétiteur ospite con compagnie di alto profilo, insegnando, ad esempio, a Michail Baryšnikov la coreografia originale de Le Spectre de la rose, che aveva imparato direttamente da Michel Fokine.

## Filmografia parziale
- Luci della ribalta (Limelight), regia di Charlie Chaplin (1952)